# Nevinátka
Nevinátka (titre alternatif : Snib a snob) est un film tchécoslovaque réalisé par Svatopluk Innemann, sorti en 1929.

## Fiche technique
- Titre original: Nevinátka
- Titre alternatif : Snib a snob
- Réalisation : Svatopluk Innemann
- Scénario : Ferenc Futurista, Jára Kohout
- Cinématographie : Jan Stallich
- Direction artistique : Ferdinand Fiala
- Sociétés de production : Starfilm
- Pays d'origine :  Tchécoslovaquie
- Durée : 2 100 mètres
- Format : Noir et blanc -  Muet
- Dates de sortie : Tchécoslovaquie : 1er mars 1929

## Distribution
- Ferenc Futurista
- Jára Kohout
- Eman Fiala
- Anna Tichá
- Karel Fiala
- Theodor Pištěk
- Marie Nademlejnská
- Jirí Hron
- Jindrich Plachta
- Emilie Nitschová
- Marie Kohoutová
- Alois Dvorský
- Frantisek Marík